# Казимир Оє-Мба
Казимир Оє-Мба (фр. Casimir Oyé-Mba; 20 квітня 1942 — 16 вересня 2021) — політичний діяч Габону, працював в уряді з 1990 року та очолював його у 1990-1994 роках. Потім, до 1999 року, обіймав посаду міністра закордонних справ.